# Jasmine (cantante finlandesa)
Jasmine Tatjana Anette Valentin (Helsinki, 1976), más conocida como Jasmine, es una cantante gitana de origen finlandés.

## Eurovisión 1996
Participó en la final nacional de 1996 para elegir a un representante de Finlandia en el Festival de Eurovisión de ese año. Ganó con la canción «Niin kaunis on taivas» («Qué bonito es el cielo»), con lo que obtuvo el derecho de viajar a Oslo (Noruega) para representar a su país. En el festival, celebrado el 18 de mayo, la canción consiguió 9 puntos (7 puntos entregados por Islandia y 2 de Noruega) y se posicionó en el último lugar (23.º).

## Discografía
Álbumes de estudio
- Soittaja (1996)
- Kielletyt leikit (1997)